# 239 до н. е.

## Події
- помер Антигон II Гонат, цар Македонії Деметрій Етолійський
- почалася Деметрієва війна

## Магістрати-епоніми
Римська республіка консули: Гай Мамілій Туррін та Квінт Валерій Фальтон.